# Arrondissement Loudun
Loudun is een voormalig arrondissement in het departement Vienne in de Franse regio Nouvelle-Aquitaine. Het arrondissement werd op 17 februari 1800 gevormd en op 10 september 1926 opgeheven. De vier kantons werden bij de opheffing toegevoegd aan het arrondissement Châtellerault.

## Kantons
Het arrondissement was samengesteld uit de volgende kantons:
- kanton Loudun
- kanton Moncontour
- kanton Monts-sur-Guesnes
- kanton Les Trois-Moutiers